# 安氏遺鰻
安氏遺鰻，為輻鰭魚綱鰻鱺目糯鰻亞目蛇鰻科的其中一種，分布於西大西洋區美國南卡羅來納州外海海域，棲息深度141-146公尺，棲息在底層水域，屬肉食性，生活習性不明。